# Луч (Нижний Новгород)
Луч — посёлок в составе городского округа г. Нижнего Новгорода. 
Административно относится к Приокскому району города Нижнего Новгорода.

## История
В 1660 году тогдашние владельцы, сыновья Фёдора Мостинина: Семён, Воин и Наум назвали этот небольшой участок пустошью "Бешенцева грива". Так на карте района появилось название, давшее начало новой деревне. Бешенцева грива, просуществовав до 20-х годов нашего века, была переименована крестьянами в колхоз "Луч", под этим названием посёлок существует и поныне.
С Бешенцевой гривой связана история земельного владения предков А.С. Пушкина. Прапрадед поэта Иван Васильевич Приклонский в 1675 году купил у Семёна Мостинина часть Бешенцевой гривы, и затем участок передавался по наследству, пока не дошёл до бабушки Александра Сергеевича Ольги Васильевны Пушкиной. Вот тут-то и произошло событие, которое было отражено в судебном деле Нижегородского суда от 1798 года. Владельцы деревни Большое Бешенцево майор Алфимов и прапорщик Болтин пытались доказать, что Бешенцева Грива - часть их владений. Десять лет (с 1788 по 1798 год) продолжалась судебная тяжба, и, наконец, Ольге Васильевне удалось доказать свою собственность на эти земли.
Луч возник в 1920-х годах по названию сельхозартели, организованной крестьянами на новом поселении. В составе города с 1970 года. Посёлок находится между посёлками Бешенцево и посёлок Ольгино. В настоящее время большая часть населения посёлка — езиды, также проживают цыгане, русские.

## Население
| 2002 | 2010 |
| ---- | ---- |
| 315  | ↗330 |